# Cetopsorhamdia phantasia
Cetopsorhamdia phantasia és una espècie de peix de la família dels heptaptèrids i de l'ordre dels siluriformes.

## Morfologia
- Els mascles poden assolir 4 cm de longitud total.
- Nombre de vèrtebres: 37.[5]

## Hàbitat
És un peix d'aigua dolça i de clima tropical (26 °C-26 °C).

## Distribució geogràfica
Es troba a Sud-amèrica: conca del riu Napo (Equador).